# تپه کرنا چیا (تپه حمام)
تپه کرنا چیا (تپه حمام) مربوط به دوران پیش از تاریخ ایران باستان تا دوران‌های تاریخی پس از اسلام است و در استان لرستان،شهرستان نورآباد، بخش میربگ شمالی، روستای یار آباد واقع شده و این اثر در تاریخ ۱۱ دی ۱۳۸۰ با شمارهٔ ثبت ۴۷۰۷ به‌عنوان یکی از آثار ملی ایران به ثبت رسیده است.